# آی‌ان‌اس ویر (کی۸۲)
آی‌ان‌اس ویر (کی۸۲) (به انگلیسی: INS Veer (K82)) یک کشتی است که طول آن 38.6 meters می‌باشد.